# Arie Vooren
Arie Vooren (Beverwijk, 1 de noviembre de 1923 - Cuneo, 3 de junio de 1988) fue un ciclista neerlandés profesional desde el 1943 al 1952. Participó en diferentes carreras de seis días.

## Palmarés

### Resultados al Tour de Francia
- 1947. Eliminado a la 4º etapa[1]

### Resultados a la Vuelta en España
- 1947. Abandona